# Ratenelle
Ratenelle is een gemeente in het Franse departement Saône-et-Loire (regio Bourgogne-Franche-Comté) en telt 353 inwoners (2004). De plaats maakt deel uit van het arrondissement Mâcon.

## Geografie
De oppervlakte van Ratenelle bedraagt 7,9 km², de bevolkingsdichtheid is 44,7 inwoners per km².
De onderstaande kaart toont de ligging van Ratenelle met de belangrijkste infrastructuur en aangrenzende gemeenten.

## Demografie
Onderstaande figuur toont het verloop van het inwonertal (bron: INSEE-tellingen).